# Michelangelo Spada
Michelangelo Spada (actif en 1730) est un peintre italien actif à Vérone. Il ne faut pas le confondre avec le comte Michel-Ange Spada de Terni, chambellan du pape Jules III . 

## Biographie
Fils de Marcantonio Spada un marchand, Michelangelo Spada s'est formé auprès de Simone Brentana (1656 - 1742), puis s'est rendu à Bologne pour travailler sous la direction de Giovanni Gioseffo dal Sole. À Bologne, il peint dans le palais du comte Ercole Giusti. 
Il a peint à fresques les lunettes (aujourd'hui perdues) au couvent de Sant'Anastasia, avec des Scènes de la vie de saint Dominique et de saint Pierre Martyr.
La sœur de Michelangelo Spada, Veronica, était une peintre de nature morte.

## Œuvres
- David jouant de la harpe avec des anges et  Anges jouant de la musique. (tableaux perdus)
- Assomption de la Vierge avec la Sainte Trinité et Saint Philippe Neri, retable principal de l'église des Filippini à Vérone (perdu).
- Représentations des Épisodes de l'Apocalypse de saint Jean, église de Santa Caterina della Ruota.